# Kim Joong-up
Kim Joong-up (hangeul : 김중업 ; hanja : 金重業) est un architecte Sud-Coréen né le 9 mars 1922 et mort le 11 mai 1988. Il est avec Kim Swoo-geun l'un des deux grands architecte de l'après-guerre.

## Réalisations
- Cimetière du mémorial des Nations unies en Corée, porte principale et hall du mémorial
- Ambassade de France à Séoul[1]
- Université Sogang, bâtiment administratif
- Université nationale de Jeju, bâtiment principal
- 31 Building (en) à Séoul, plus haut bâtiment du pas lors de son inauguration

## Sources
1. 1 2  Fabien Penone, « Dévoilement du nouveau plan architectural de l’ambassade de France en Corée », Yonhap,‎ 14 décembre 2016 (lire en ligne, consulté le 18 mars 2024).
2. ↑  Michael J. Seth 2010, p. 433